# Klášter St. Gallen
Knížecí opatství svatého Havla (německy Fürstabtei St. Gallen) je benediktinské opatství ve městě St. Gallen ve Švýcarsku. Klášter byl pojmenován po svatém Havlovi, irském misionáři, který je tam pochován. Opatství patřilo po několik staletí k nejvýznamnějším střediskům církevní vzdělanosti ve středověké Evropě. Součástí areálu kláštera je kaple svatého Havla.

## Dějiny
Na místě dnešního opatství založil již na počátku 7. století irský mnich svatý Havel (Gallus/Gallen) poustevnu. Karel Martel později jmenoval svatého Otmara ochráncem Havlových ostatků a ten zde snad v roce 719 založil opatství. Opatství bylo založeno v 8. století a po staletí patřilo k nejvýznamnějším klášterům Evropy.
Ve 13. století se klášter stal říšským opatstvím. Klášter byl zrušen roku 1805, definitivně pak bulou Ecclesias quae antiquitate papeže Pia VII. z roku 1823, dnes jeho území pokrývá diecéze St. Gallen. Hlavní chrám klášterního komplexu – katedrála svatého Havla a Otmara – je sídelní katedrálou diecéze St. Gallen. V roce 1983 bylo opatství zařazeno mezi památky světového dědictví UNESCO.

## Klášterní knihovna
Klášterní knihovna obsahuje jednu z celosvětově největších středověkých sbírek. Švýcarskou národní památkou je Plán ze St. Gallenu z počátku 9. století, který zobrazuje plán ideálního areálu benediktinského kláštera.

## Fotogalerie

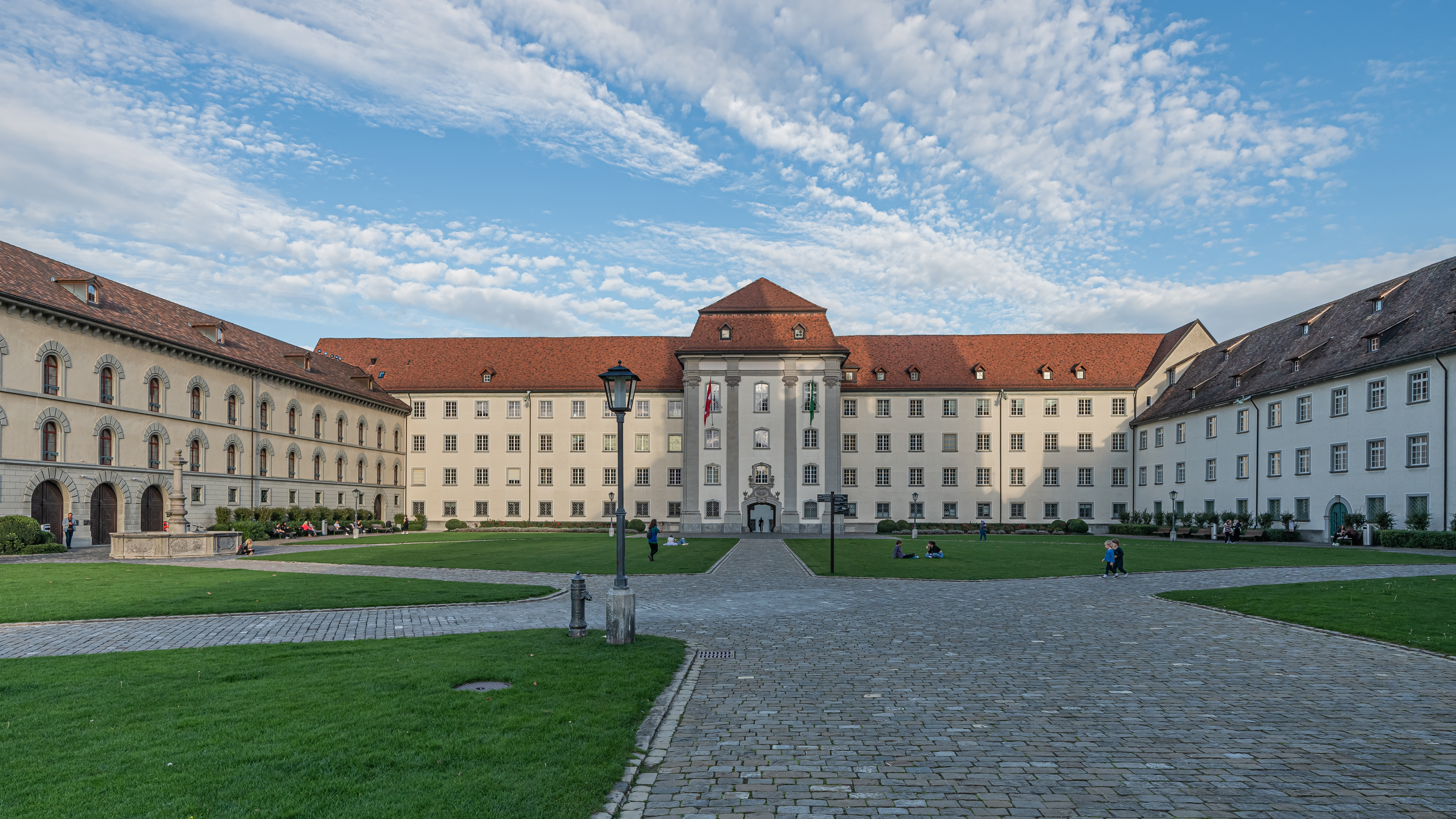
Opatství svatého Havla
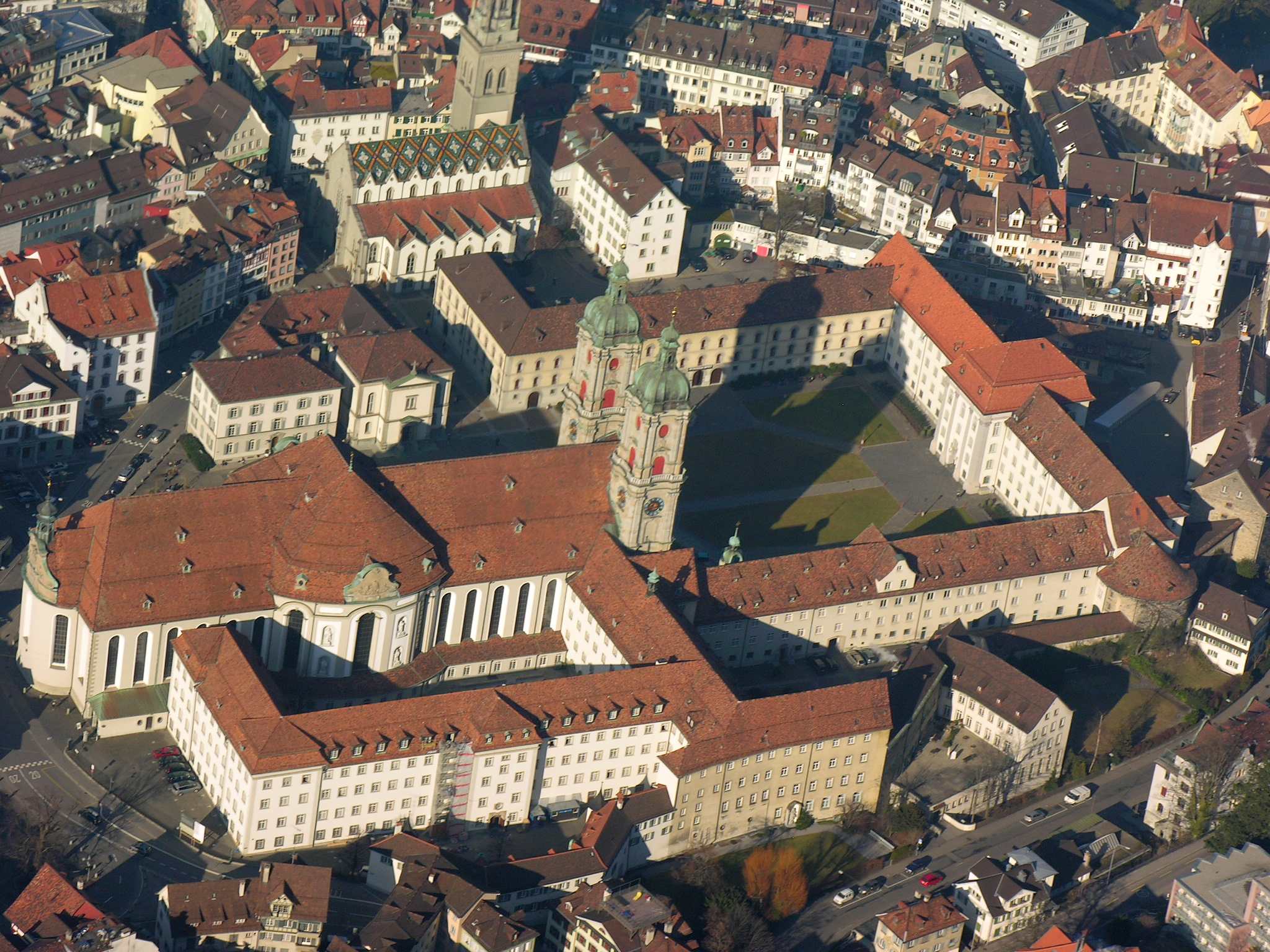
Letecký pohled na Opatství svatého Havla
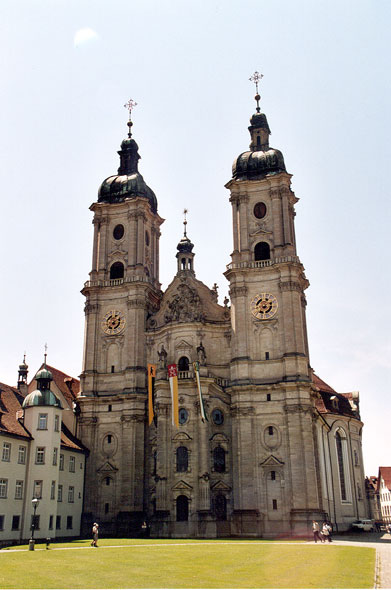
Katedrála
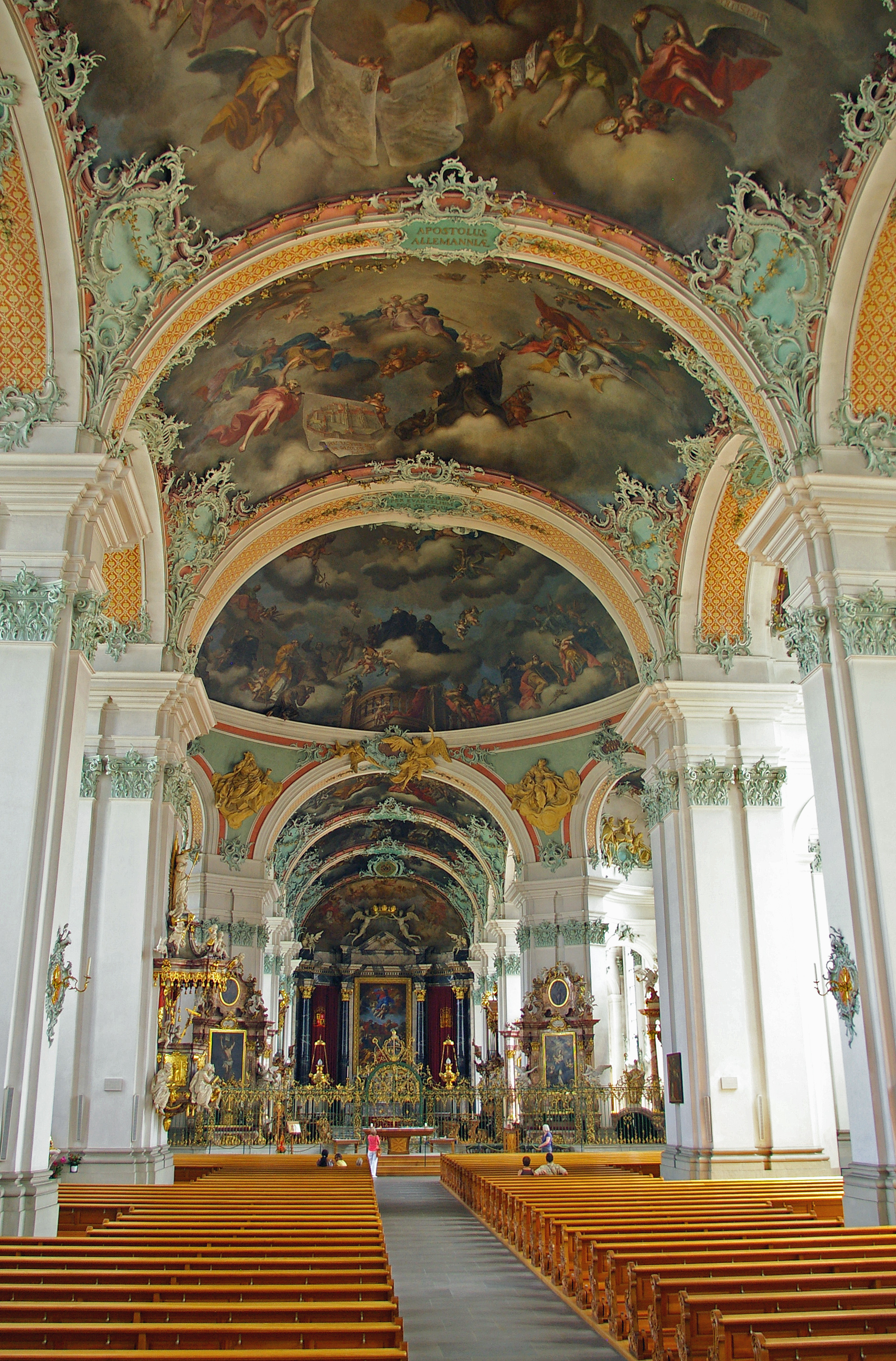
Interiér katedrály
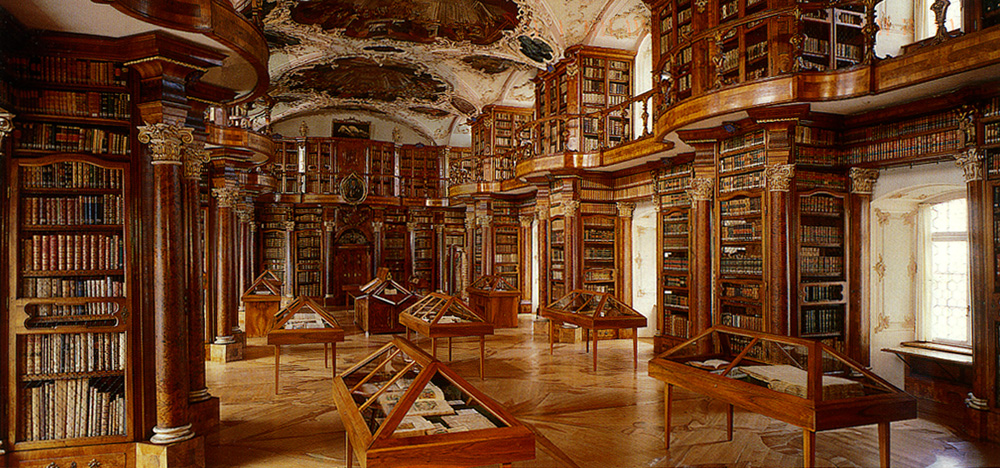
Barokní sál knihovny